# Gare de Zabalburu

Carte du réseau de Renfe cercanias de Bilbao.

La gare de Zabalburu est une gare ferroviaire de Bilbao, exploitant les lignes C-1 et C-2 de Renfe cercanias à Bilbao.
La gare est située dans le quartier d'Abando, district d'Abando, dans le centre de Bilbao. Cette gare a été inaugurée en 2000 grâce au plan de l'association Bilbao Ria 2000, et c'est une des quatre gares qui composent la Variante Sud Ferroviaire de Renfe cercanias, communément appelée cercanias.
| Provenance/Destination | <        | Ligne | >             | Provenance/Destination |
| ---------------------- | -------- | ----- | ------------- | ---------------------- |
| Santurtzi              | Ametzola |       | Bilbao-Abando | Bilbao-Abando          |
| Muskiz                 | Ametzola |       | Bilbao-Abando | Bilbao-Abando          |

## Autres stations de la ville
On trouve aussi à Bilbao les gares suivantes de la Renfe Cercanías: 

## Voir également
- Renfe Cercanías Bilbao